# 二硫黄
二硫黄(Disulfur)は、S2という分子式を持つ二原子分子である。酸素分子のアナログであるが、室温ではほとんど生じない。紫色の気体で、硫黄を720℃以上で加熱することで生成し、530℃、1mmHgの低圧下で、99%は蒸気として存在する。
二硫黄は、二酸化硫黄がほとんどを占めるイオの大気に微量成分の1つとして含まれる。二原子分子は、炭素、酸素、窒素、フッ素を含むことが多いが、これより重い元素の場合は、高温下でのみ安定である。

## 製法
硫化カルボニル(COS)の大気に紫外線が照射するか、または二硫化炭素(CS2)、二硫化水素(H2S2)、二塩化二硫黄(S2Cl2)、エチレンスルフィド(C2H4S)が光分解すると、二硫黄が生成する。一重項の二硫黄は、硫化水素(H2S)、フッ化チオホスホリル(PSF3)、硫化カルボニル(COS)等の硫黄化合物が光分解する時にも生成する。様々な有機硫黄化合物を加熱することでも生成する。

## 性質
二硫黄は、酸素や酸化硫黄と同様に三重項状態のジラジカルとして存在する。八硫黄(S8)の持つ206pmの長さのS-S単結合よりもずっと短い189pmの長さのS-S二重結合を持つ。ラマン分光法では、S-S振動帯は715cm-1で見られる。O-Oの対応する振動帯は、1122-1で見られる。O-O結合のエネルギーは498 kJ/molであるのに対し、S-S結合のエネルギーは、265 kJ/molである。
硫黄には多くの同素体があり、恐らく30もある。それらの特有の性質は様々な分光法により区別される。通常の状態で安定な唯一の形態は、八硫黄(S8)である。